# Борецький Ісаак Андрійович
Ісаак Андрійович Борецький (до 1400 — після 1456) — новгородський посадник у 1426 році, чоловік Марфи Борецької та батько новгородського посадника Дмитра Борецького.

## Життєпис
Своє родове прізвисько Ісаак отримав від волості Борок (згодом — Борецька волость Архангельської губернії), якою він, найімовірніше володів і з якої власне й розпочав свою діяльність. У 1417 році Ісаак Борецький відбив волость у біглих новгородців, в'ятичів і устюжан.
Дата, коли саме Ісаак став новгородським посадником, достеменно невідома. 1426 року його згадують на цій посаді разом із Григорієм Кириловичем Посахном: вони уклали з великим князем литовським Вітовтом мирний договір з контрибуцією понад 10 000 рублів на користь Великого князівства Литовського.
Коли Дмитро Шемяка втік до Новгорода і мешкав у місті (1452—1453 роки), Ісаак Борецький їздив до Москви та вимагав від Василя II Темного визволити полонених, захоплених під час боротьби з Шемякою. За підсумками цього візиту відомий лист митрополита московського Йони Одноушева новгородському архієпископу Євфімию II. Митрополит просив архієпископа схилити Шемяку до миру з великим князем московським, повідомляв про звільнення полонених без викупу та вимагав відправити з Новгороду послів для остаточного укладання миру.
Остання згадка імені Ісаака Борецького в літописах датується 1456 роком, коли великий князь московський Василь II Темний звернувся до новгородських намісників із грамотою з вимогою задовільнити претензії княжих селян, у яких приказчики бояр Михайла Тучі та Ісаака Борецького забрали забрали 700 білячих шкур та Північній Двині.

## Родина
Дружина: Марфа Борецька
Діти:
- старший син — Дмитро (також новогородський посадник (у 1471 році), після Шелонської битви страчений московитами);
- молодший син — Федір (у 1476 році заарештований московитами, відправлений у заслання до Мурома, де помер того ж року);
- дочка — Ксенія, наречена Мирослава, вождя повсталих новгородців.

Онук: 
- Василь Федорович Ісаков-Борецький - у 1478 році разом з бабою був відправлений до заслання спочатку до Москви, а потім - у Нижній Новгород.